# Ceropegia scabriflora
Ceropegia scabriflora är en oleanderväxtart som beskrevs av Nicholas Edward Brown. Ceropegia scabriflora ingår i släktet Ceropegia och familjen oleanderväxter. Inga underarter finns listade i Catalogue of Life.